# Sentein
Sentein är en kommun i departementet Ariège i regionen Occitanien i södra Frankrike. Kommunen ligger  i kantonen Castillon-en-Couserans som ligger i arrondissementet Saint-Girons. År 2022 hade Sentein 170 invånare.

## Befolkningsutveckling
Antalet invånare i kommunen Sentein
Referens: INSEE